# Отечественный патриотический союз
Отечественный Патриотический Союз (ОПС) — умеренно право-монархическая организация. Образована в 1915 г.
Создателем партии являлся известный деятель право-монархического движения Василий Григорьевич Орлов, который стал председателем Главного совета ОПС. Вторым человеком в партии стал не менее известный деятель правого движения Василий Михайлович Скворцов.
Вдохновителями создания ОПС называли члена Госсовета, бывшего министра путей сообщения, первого председателя Всероссийского национального союза С. В. Рухлова, который лично хорошо знал В. Г. Орлова, товарищ (заместитель) министра внутренних дел Н. В. Плеве и некоторых др. высших сановников. Организацию ОПС поддержали такие известные московские монархисты, как прот. И. И. Восторгов, Б. В. Назаревский, Д. И. Иловайский, проф. Д. В. Цветаев, почетным членом Союза был А. С. Шмаков.
Устав Союза формально разрешал участие в нем инородцев и иноверцев, что вызывало недовольство части патриотической общественности.
«Основной и неуклонной задачей» Союза устав провозглашал содействие «объединению русских людей всех сословий и состояний для мирной работы на благо Отечества на нераздельных исконных русских началах: Православия, Неограниченного Царского Самодержавия и Русской Народности». В уставе отмечалось также, что ОПС стремится «всеми законными способами содействовать улучшению материального быта крестьян и рабочих», одновременно Союз намеревался «всеми силами оказывать противодействие социализму, как лживой и несостоятельной теории обеспечения трудящихся классов, как силе разрушительной для государственной и церковной жизни».
Разобщенность патриотических и монархических организаций разных направлений не позволила им создать единого фронта и эффективно противодействовать надвигающейся революции.
После победы Февральской революции (1917 г.) ОПС, наряду с другими монархическими организациями, был запрещен. Лидер Союза В. Г. Орлов был арестован Временным правительством и какое-то время провел в заключении в Петропавловской крепости.